# Tana Umaga
Jonathan Falefasa Umaga, detto Tana (Lower Hutt, 27 maggio 1973), è un ex rugbista a 15 e allenatore di rugby a 15 neozelandese, a lungo tre quarti centro degli Hurricanes e capitano degli All Blacks; è dal 2024 allenatore della difesa della franchigia dei Moana Pasifika.

## Biografia
Nasce a Lower Hutt, in Nuova Zelanda, il 27 maggio del 1973, figlio di immigrati samoani (suo fratello Michael è internazionale per Samoa). Umaga si dedicò inizialmente al rugby a 13, cosa che gli valse il soprannome di «ribelle» dalla sua famiglia, altresì dedita al rugby a 15.
Nel 1996 debuttò nella neonata franchise di Super Rugby degli Hurricanes, afferente a Wellington e territorio limitrofo; con tale club furono 12 le stagioni consecutive di militanza.
Nel 1997 giunse anche l'esordio negli All Blacks a North Shore contro Figi (debutto con meta) e, due anni dopo, Umaga prese parte alla Coppa del Mondo di rugby 1999 in cui la squadra giunse quarta; fu quindi presente al primo Grande Slam nelle Isole Britanniche dal 1978, il tour del 2002 risoltosi con quattro vittorie nelle Home Nations.
Dopo la Coppa del Mondo di rugby 2003, conclusasi con il terzo posto, fu nominato capitano degli All Blacks raccogliendo il testimone di Reuben Thorne, del quale era il vice; tenne la guida in campo della squadra fino a tutto il 2005, quando annunciò il suo ritiro dal rugby internazionale e lasciò la fascia al suo vice Richie McCaw.
Nel 2007 si trasferì in Francia come giocatore-allenatore del Tolone, all'epoca in Pro D2, per una cifra di circa 300 000 euro/anno; dopo aver condotto il club in prima divisione, ed essersi dedicato alla conduzione tecnica per tutta la stagione 2007-08, passò ad assistente di Philippe Saint-André, nel frattempo ingaggiato per divenire nuovo tecnico del club; lo stesso Saint-André schierò di nuovo Umaga in campo quando la squadra stava affrontando un serio rischio retrocessione.
Nel 2010 tornò in Nuova Zelanda come allenatore-giocatore della provincia di Counties Manukau, all'epoca militante nella seconda divisione del National Provincial Championship; nel 2011 fu aggregato e schierato nella franchise degli Chiefs, cui Manukau afferisce, tornando così a giocare in Super Rugby dopo quasi quattro anni dal suo addio agli Hurricanes.
Smessa definitivamente l'attività di giocatore, nel 2012, da allenatore, ha guidato Manukau alla vittoria nel campionato provinciale di seconda divisione e alla promozione nell'élite dell'ITM Cup.